# Virgen Aldobrandini
Virgen Aldobrandini (en italiano Madonna Aldobrandini) es una pintura del artista renacentista italiano Rafael Sanzio, que data de 1510. Es una pintura al óleo sobre tabla con unas dimensiones de 38,7 centímetros de alto y 32,7 cm de ancho. Se conserva en la National Gallery de Londres, Reino Unido.
También es conocida como la Garvagh Madonna (Madona o Virgen Garvagh). 
Es una Virgen con Niño y san Juanito.